# Matti Mattsson
Matti Mattsson (Pori, 5 de outubro de 1993) é um nadador finlandês, medalhista olímpico.

## Carreira
Mattsson conquistou a medalha de bronze nos Jogos Olímpicos de Verão de 2020 em Tóquio na prova de 200 m peito masculino com a marca de 2:07.13.